# Kasteel Pelișor
Kasteel Pelișor (Roemeens: Castelul Pelișor, letterlijk "klein Peleș") is een kasteel in Sinaia, Roemenië en staat op hetzelfde landgoed als het grotere kasteel Peleș.

## Geschiedenis
Het kasteel werd gebouwd tussen de jaren 1899 en 1902, in opdracht van de Roemeense koning Carol I als residentie voor zijn neef, kroonprins Ferdinand en diens echtgenote Marie van Edinburgh.
In 2006 werd beslist dat het volledige kastelencomplex, inclusief Pelișor, wettelijk eigendom werd van de inmiddels overleden en in 1947 afgezette koning Michaël. Deze besliste dat kasteel Pelișor een private residentie van de Roemeense koninklijke familie moest blijven. 

## Architectuur
Kasteel Pelișor werd ontworpen door de Tsjechische architect Karel Liman in een combinatie van chalet- en neorenaissance-stijl. De meubels en het interieur zijn grotendeels ontworpen door Bernhard Ludwig uit Wenen. Het kasteel omvat verschillende kamers, werkruimtes, een kapel en een zogenaamde "gouden kamer". Kroonprinses Marie had zelf veel te beslissen in het ontwerp van het kasteel en hielp bij het decoreren. 